# CS-29
Die CS-29 (Abkürzung für Certification Specifications 29) ist die für Groß-Hubschrauber (engl.: „Large Rotorcraft“) ab 3.175 Kilogramm anzuwendende Bau- und Zulassungsvorschrift, herausgegeben von der Europäischen Agentur für Flugsicherheit (EASA).
Die CS-29 ist grundsätzlich in zwei Kategorien unterteilt:
Kategorie A
Hubschrauber mit einem Maximalgewicht von größer als 9072 Kilogramm (20000 Pfund) und zehn oder mehr Passagieren werden in dieser Kategorie zugelassen.
Kategorie B
Hubschrauber mit einem Maximalgewicht von 9072 Kilogramm (20000 Pfund) oder weniger und neun oder weniger Passagieren werden in dieser Kategorie zugelassen.
Nach dieser Zulassungsvorschrift zertifiziert wurden als Beispiel die Sikorsky S-92 (Kategorie A) oder die Airbus H175 (Kategorie B).